# Paterno (console 267)
Paterno (in latino Paternus; fl. 267) è stato console romano del 267.